# Ловчишта
Ловчишта (грч. Καλλίκαρπο, Каликарпо) је насељено место у општини Драма у периферији Источна Македонија и Тракија, Грчка. Према попису из 2021. године било је 14 становника.
Према бугарском географу и историчару, Василу Канчову, у Ловчишту је 1900. године живело 390 Словена муслимана. Године 1923. муслиманско становништво је принудно исељено у Турску а на њихово место је насељено 40 грчких избегличких породица, којих је на попису из 1928. године било 144.